# Outrage (filme de 2009)
Outrage é um documentário de 2009 dirigido por Kirby Dick sobre políticos gays norte-americanos no armário e que patrocinam legislação antigay. Esses políticos incluem o governador da Flórida,  Charlie Crist, o congressista pela Califórnia David Dreier, o ex-prefeito de Nova Iorque, Ed Koch, e o ex-congressista pela Louisiana, Jim McCrery. O filme também apresenta entrevistas com os políticos abertamente gays Barney Frank, Jim McGreevey, e Tammy Baldwin.
Quando perguntado sobre a ética em revelar a orientação sexual de políticos que optaram em preservar suas vidas particulares, Dick respondeu dizendo "nosso filme toma a posição de não visar os políticos que estão no armário mas não votam contra os gays".
O filme foi produzido por Chain Camera Pictures, a produtora co-fundada por Kirby Dick. O Sundance Institute deu fundos para a produção do filme.

## Recepção
No site agregador de críticas Rotten Tomatoes, 77% das 39 resenhas dos críticos são positivas.